# 남미영
남미영(1943년 ~ )은 대한민국의 작가이다.

## 생애
1943년 충북 단양에서 태어나 충주에서 성장했다. 1964년 ≪동아일보≫ 신춘문예에 ＜아기 송아지＞로 등단해 1967년 제1회 해송동화상과 제34회 소천아동문학상을 받았다. 첫 동화집 ≪눈 먼 천사≫에 이어 동화집 ≪아기 송아지≫, ≪꾸러기 곰돌이≫, ≪가시나무에 떨어진 별≫, ≪소년병과 들국화≫, ≪할머니 품은 벙어리장갑보다 따뜻해≫와 수필집 ≪아버지의 보석≫ 그리고 독서교육서 ≪자기 주도적 학습 능력을 길러 주는 독서 기술≫, ≪공부가 즐거워지는 아침 독서 10분≫, ≪엄마의 독서 학교≫ 등을 썼다. 한국교육개발원 국어교육연구실장직을 거쳐 현재 한국독서교육개발원 원장이다.
작가가 4학년이 되던 해 담임이었던 한현석 선생은 잘된 글을 뽑아 충청북도 교육청의 어느 대회에 보내겠다며 책을 읽고 독서 감상문을 써 오라고 했다. 선생은 교무실에 있는 책을 스무 권쯤 가져와서 아이들에게 나누어 주었다. 작가에게 돌아온 책은 겉장이 없고 본문도 몇 장인가 떨어져 나간 헌책이었다. 미운 오리가 백조가 되는 내용에 자신의 이야기와 빗대어 공감하고, 그 감동을 독서 감상문 속에 고스란히 넣어서 선생님에게 드렸다. 담임선생님은 그 감상문을 대회에 보내어 연필 한 다스와 공책 열 권까지 받아다 주셨다. 그 일로 책 속에는 위로하는 그 무엇이 들어 있다는 것을 알고 닥치는 대로 책을 읽었다. 그리고 나중에 자신도 그런 이야기를 쓰겠다고 생각했다. 5학년이 되었을 때는 주위에 읽을 책이 더 이상 없어, 충주에 하나밖에 없는 책방인 ‘보문당’에서 책을 읽거나 충주 군청에서 책을 빌려 볼 정도였다.
이런 어린 시절을 거치고 초등학교 교사가 되었다. ≪동아일보≫ 신춘문예에 동화가 당선되어 동화 작가가 되었고, 숙명여대 국문학과를 졸업한 후에 결혼을 하고 세 아이의 엄마가 되었다. 한국출판문화협회 우수도서 선정 위원을 지내기도 했다. 대학원에 진학해 석사, 박사 논문을 쓰기 위해 수많은 책을 읽었다. 한국교육개발원 국어교육연구실 연구원이 되어서는 23년 6개월 동안 국어 교과서를 만드느라 수많은 책을 읽어야 했다. 교과서란 좋은 제재를 고르는 것에서부터 시작되기 때문에 고전부터 현대까지 책 읽기에 심혈을 기울였다. 또한 독서 교육에 관심을 가지고 그 일을 하고 있다. 작가를 책 속으로 안내했던 ‘미운 오리’처럼, 다른 사람들을 책 속으로 안내하는 ‘미운 오리’가 되고 싶은 마음에서다.